# Frantz Alajos
Frantz Alajos (Francz Alajos) (Jászberény, 1831 – Budapest, 1885. szeptember 18.) megyei főorvos.

## Életútja
1858-ban kapott orvosi diplomát a pesti egyetemen, ezután egri jogakadémiai tanár lett. Heves vármegye tiszti főorvosa és bizottsági tagja, Eger város képviselője, a Hevesmegyei orvos és gyógyszerész egyesület elnöke és a természettudományi társulat rendes tagja volt.
Cikkei a Heves- és Külső-Szolnok vármegyék leírása című monográfiában jelentek meg (Eger, 1868): Az egri fürdő leirása, A gyöngyösi timsós-vasas-gyógyfürdő, Heves- és K.-Szolnok t. e. vármegyék lakónak néprajzi, népmozgalmi, kórtani s egyéb körorvosi viszonyait illető leirása.